# Trichorhina lobata
Trichorhina lobata is een pissebed uit de familie Platyarthridae. De wetenschappelijke naam van de soort is voor het eerst geldig gepubliceerd in 1946 door Karl Wilhelm Verhoeff.